# Atrapa

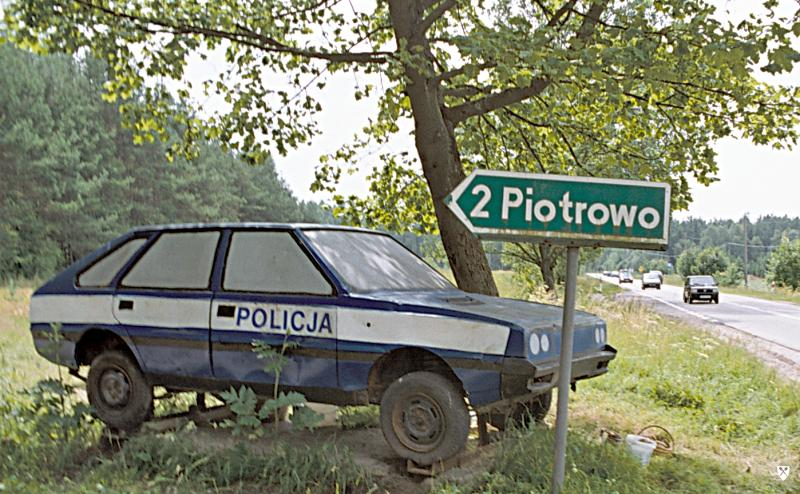
Stary Polonez udający patrol policji na drodze Żukowo-Kościerzyna

Atrapa (fr. attrape) – makieta lub przedmiot służący do oszukania obserwatora, imitacja. Pojęcie odnoszone czasem do pojęć abstrakcyjnych (np. „Władza, która jest tylko atrapą”).

## Przykłady
- Plastikowa kiełbasa na wystawie – nie psuje się. Atrapy potraw ustawiane przed wejściem do lokali masowo wykorzystywane są przez japońskich restauratorów[potrzebny przypis].
- Makieta pojazdu lub broni w wojsku dająca złudzenie obecności dla rozpoznania lotniczego. Często wykorzystywana łącznie z kamuflażem.
- Atrapa radiowozu – kartonowa lub blaszana makieta pojazdu drogówki lub policjanta służą do zmniejszenia prędkości przez kierowców.
- Atrapa książki to wykonana książka w drukarni na zamówienie wydawnictwa, na potrzeby weryfikacji przez redaktora technicznego  materiałów i technologii jej wykonania, z materiałów które posłużą do wykonania książki. Atrapa nie zawiera treści wydawniczej projektowanej  do drukowania książki. Nie należy mylić z makietą książki, gdyż zawiera ona treść wydawniczą przyszłej książki. Makietę wykonuje wydawnictwo z wydrukowanych arkuszy np. techniką kserograficzną lub z próbnych odbitek na potrzeby łamania tekstu tj. formowania kolumn na poszczególnych stronicach dzieła.